# Старая Чекаевка
 Старая Чекаевка  — деревня в Лямбирском районе Мордовии в составе  Берсеневского сельского поселения.

## География
Находится на расстоянии примерно 4 км на запад от северо-западной границы города Саранск.

## История
Известна с 1869 года как владельческая деревня Саранского уезда из 21 двора

## Население
Постоянное население составляло 65 человека (русские 88%) в 2002 году, 77 в 2010 году .